# Królowa pustyni
Królowa pustyni (ang. Queen of the Desert) – amerykańsko-marokański film fabularny z 2015 roku w reżyserii Wernera Herzoga, wyprodukowany przez wytwórnię IFC Films.
Zdjęcia kręcono w Maroku (Merzuga, Marrakesz, Warzazat, Arfud) oraz w Jordanii (Petra).
Premiera filmu odbyła się 6 lutego 2015 podczas 65. Międzynarodowego Festiwalu Filmowego w Berlinie. Czternaście miesięcy później, 8 kwietnia 2016, obraz trafił do kin na terenie Polski oraz 14 kwietnia 2017 w Stanach Zjednoczonych.

## Fabuła
Akcja filmu rozgrywa się w XIX wieku. Brytyjska pisarka Gertrude Bell (Nicole Kidman) po nieudanym romansie z pracownikiem ambasady w Teheranie postanawia wyruszyć w podróż po Bliskim Wschodzie. Kobieta zdobywa górskie szczyty, prowadzi negocjacje z szejkami, a także odkrywa skarby starożytności.

## Obsada
- Nicole Kidman jako Gertrude Bell
- James Franco jako Henry Cadogan
- Damian Lewis jako Charles Doughty-Wylie
- Robert Pattinson jako Thomas Edward Lawrence
- Christopher Fulford jako Winston Churchill
- Mark Lewis Jones jako Frank Lascelles
- Jenny Agutter jako Florence Bell
- Holly Earl jako kuzynka Florence
- Beth Goddard jako ciotka Lascelles
- Michael Jenn jako Reginald Campbell Thompson
- David Calder jako Hugh Bell

## Odbiór

### Krytyka
Film Królowa pustyni spotkał się z negatywną reakcją krytyków. W serwisie Rotten Tomatoes 18% z siedemdziesięciu siedmiu recenzji filmu jest pozytywne (średnia ocen wyniosła 4,26 na 10). Na portalu Metacritic średnia ocen z 18 recenzji wyniosła 39 punktów na 100.

### Nagrody i nominacje
| Rok  | Miejsce            | Nagroda          | Kategoria                  | Nominowani    | Wynik     |
| ---- | ------------------ | ---------------- | -------------------------- | ------------- | --------- |
| 2015 | 65. MFF w Berlinie | Złoty Niedźwiedź | Udział w konkursie głównym | Werner Herzog | nominacja |